# Current Problems in Cardiology
Current Problems in Cardiology (ook CPC. Current Problems in Cardiology) is een internationaal peer-reviewed wetenschappelijk tijdschrift op het gebied van de cardiologie.
De naam wordt in literatuurverwijzingen meestal afgekort tot Curr. Probl. Cardiol.